# تندوس
تندوس (یونانی: Τένεδος یا Tenedhos) یا بوزجه‌آدا (ترکی: Bozcaada) جزیره‌ای کوچک در دریای اژه است که ناحیه بوزجه‌آدا از استان چاناق‌قلعه ترکیه را تشکیل می‌دهد. تندوس سومین جزیره یزرگ ترکیه پس از جزایر گوکچه‌آدا و مرمره می‌باشد.
در سال ۲۰۱۱ جمعیت منطقه ۲۴۷۲ نفر بود. صنایع عمده منطقه گردشگردی، شراب سازی و ماهیگیری است. این جزیره از سده‌ها پیش به خاطر انگور، شراب و خشخاش قرمزش معروف بوده‌است.

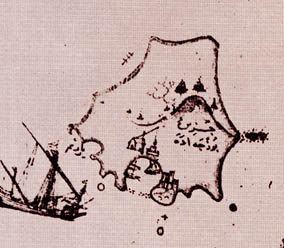
نقشه بوزجه‌آدا اثر پیری رئیس (سده شانزدهم)